# Victoria (Kansas)
Victoria é uma cidade localizada no estado americano de Kansas, no Condado de Ellis.

## Demografia
Segundo o censo americano de 2000, a sua população era de 1208 habitantes.
Em 2006, foi estimada uma população de 1167, um decréscimo de 41 (-3.4%).

## Geografia
De acordo com o United States Census Bureau tem uma área de
1,5 km², dos quais 1,5 km² cobertos por terra e 0,0 km² cobertos por água. Victoria localiza-se a aproximadamente 586 m acima do nível do mar.

## Localidades na vizinhança
O diagrama seguinte representa as localidades num raio de 28 km ao redor de Victoria.